# Fernando Trueba
Fernando Trueba (sinh ngày 18 tháng 1 năm 1955) là một nhà biên tập, nhà viết kịch bản, đạo diễn và nhà sản xuất phim người Tây Ban Nha.
Từ năm 1974 đến 1979, ông làm việc như một nhà phê bình phim cho một tờ báo hàng đầu Tây Ban Nha El Pais. Năm 1980, ông sáng lập tờ tạp chí điện ảnh hàng tháng Casablanca, mà do ông biên tập trong hai năm đầu tiên. Ông là tác giả của Diccionario và biên tập viên của tờ Diccionario del Jazz Latin (SGAE, 1998).
Trong số các giải thưởng khác, ông đã giành được giải Oscar cho Phim ngoại ngữ xuất sắc nhất cho phim Belle Époque vào năm 1994, giải thưởng Goya cho đạo diễn xuất sắc nhất và giải Goya cho Year of Enlightment tại Liên hoan phim quốc tế Berlin lần thứ 37. Miracle of Candeal giành giải Goya cho phim tài liệu hay nhất, và Chico and Rita giành giải Goya cho phim hoạt hình hay nhất. Năm 1999, The Girl of Your Dreams đã được đề cử giải Goya tại liên hoan phim quốc tế Berlin lần thứ 49.
Trên cương vị nhà sản xuất âm nhạc, ông đã giành được hai giải Grammy và bốn giải Latin Grammy. Ông là anh trai của David Trueba và là cha của Jonás Trueba.

### Phim đạo diễn
- 1980: Ópera prima
- 1982: Mientras el cuerpo aguante
- 1983: Sal gorda
- 1985: Sé infiel y no mires con quién
- 1986: El año de las luces
- 1989: La mujer de tu vida: La mujer inesperada (TV miniseries episode)
- 1989: The Mad Monkey / aka Twisted Obsession (El sueño del mono loco)
- 1992: Belle Époque
- 1995: Two Much
- 1998: The Girl of Your Dreams (La niña de tus ojos)
- 2000: Calle 54 (documentary)
- 2002: The Shanghai Spell (El embrujo de Shanghai)
- 2004: El milagro de Candeal (documentary)
- 2009: El baile de la victoria
- 2010: Chico and Rita
- 2012: The Artist and the Model

### Sản xuất âm nhạc
- 2000: Calle 54 (Soundtrack)
- 2002: Lágrimas Negras (Bebo & Cigala')
- 2003: We Could Make Such Beautiful Music Together (Bebo Valdés & Federico Britos)
- 2004: Bebo de Cuba (Bebo Valdés)
- 2005: Bebo (Bebo Valdés)
- 2006: Paz[cần định hướng] (Niño Josele)
- 2007: Live at the Village Vanguard (Bebo Valdés & Javier Colina)
- 2008: Juntos para siempre (Bebo Valdés & Chucho Valdés)
- 2009: Caribe (Michel Camilo)
- 2010: Española (Niño Josele)